# Stadsvakten – Nyköpings Kulturarvsmuseum
Stadsvakten – Nyköpings Kulturarvsmuseum (tidigare Slottsvakten, eller Kulturhuset Slottsvakten) är ett kulturarvsmuseum med aktiviteter och utställningar som kretsar kring Nyköpings kulturarv, och som sedan september 2017 är placerat på Västra Kvarngatan i Nyköping. Verksamheten startade 2014 under namnet Slottsvakten och låg då på Kungsgatan i den tidigare konsthallen vid Nyköpingshus. Museet drivs av en ideell förening och presenterar Nyköpings samhälls- och industrihistoria med, bland annat, ett helt intakt metalltryckeri från 1930.

## Utställningar 2023[2]
- Gert  Fredrikssons  prissamling
- Carl Gustaf Norbergs ångvagnsmodell
- Metalltryckeri helt intakt från 1930
- MagiArkiv
- Cirkus Oscars
- Industriutställningar om företag i Nyköping
- i anslutning finns också Nyköpings hembygdsförenings hembygdsmuseum som visar
- hantverks- och industri utställningar i Nyköping
- handeln i Nyköping genom handelsbod, princess konditori, hattmodist med mera.
- skolsal från sekelskiftet
- I hembygdsmuseets utställniingshall finns det utställningar om industri hantverk i Nyköping med omnejd.